# فولویو کولوواتی
فولویو کولوواتی (به ایتالیایی: Fulvio Collovati) بازیکن فوتبال و اهل ایتالیا است 

## تیم ملی
از سال ۱۹۷۹ میلادی عضو تیم ملی فوتبال ایتالیا بوده و در ۵۰ بازی ملی حضور داشته‌است. او در بازی‌های ملی‌اش ۳ گل به ثمر رساند.
فولویو کولوواتی آخرین بازی ملی خود را در سال ۱۹۸۶ میلادی انجام داد.